# Kevin Jonas
Paul Kevin Jonas II (Teaneck, New Jersey, 1987. november 5. –) amerikai színész és énekes, a Jonas Brothers együttes tagja.
Legismertebb alakítása Kevin Percy Lucas a Jonas című sorozatban.

## Fiatalkora
A New jersey-i Teaneckben született. Édesapja Paul Kevin Jonas lelkész és zenész volt. Édesanyja Denise a templomi kórusban szerepelt. Testvérei Franklin "Frankie" Nathaniel Jonas, Joseph Adam "Joe" Jonas, és Nicholas Jerry "Nick" Jonas.

## Pályafutása
Kevin már tinédzser korában felfedezte, hogy a zene a szenvedélye, ezért gitározni kezdett. 2004-ben megalapították testvéreivel a Jonas Brothers nevű együttest. A három testvér, Joe, Nick és Kevin először Sons of Jonas néven kezdett zenélni és leszerződtek a Columbia Recordshoz, ahol 2006-ban kiadták első albumukat, It's About Time címmel. Később otthagyták a Columbia Records-ot, mert csak 30 000 darab kelt el albumukból. Ezek után átmentek a Hollywood Records-hoz, ahol Jonas Brothers néven váltak ismertté és kiadták második albumukat, Jonas Brothers (2007) címmel. Feltűntek a Hannah Montana egyik részében, és felléptek a Hannah Montana Best of Both World turnén is.
A When You Look Me In The Eyes turnéjukból csináltak egy valóságshow-t, amely Living The Dream néven a Jetixen látható. 2008-ban kiadták harmadik, A Little Bit Longer címet viselő albumukat és szerepeltek a Rocktábor című zenés filmben. A Burnin' Up turnéjukból a 2009-ben megjelenő 3D-s mozi, a Jonas Brothers: A 3D koncertélmény! lett. 2009-ben jelent meg új sorozatuk a Jonas. Egy évvel később pedig a Rocktábor 2. – A záróbuli. Hamarosan megjelent a Lines, Vines and Trying Times című negyedik albumuk, és szintén 2009-ben világkörüli turnéra indultak. Szerepelt a When I Was 17 című sorozatban. 2012-ben otthagyták a Hollywood Recordsot.
Szerepelt a Married to Jonas dokusorozatban. 2013-ban feloszlott az együttese. Utána megalapította a JonasWerner nevű ingatlanfejlesztő és építőipari vállalkozást. Szerepelt a Celebrity Apprentice című sorozatban.
2019-ben újra összeállt az együttese. 2019. június 7-én adták ki ötödik stúdióalbumukat, a Happiness Begins-t.

## Magánélete
New Jersey-ben él feleségével, Danielle Deleasa-val. Két lányuk van, Alena Rose Jónás és Valentina Angelina Jonas.
A pár 2007 májusában ismerkedett össze. Első lányuk, Alena 2014. február 2-án született. A második lányuk, Valentina 2016. október 27-én született.

## Filmográfia

### Filmek
| Év   | Magyar cím                                                  | Eredeti cím                                                 | Szerep              | Magyar hang         |
| ---- | ----------------------------------------------------------- | ----------------------------------------------------------- | ------------------- | ------------------- |
| 2020 |                                                             | Jonas Brothers: Happiness Continues                         | önmaga              |                     |
| 2019 |                                                             | Jonas Brothers: Chasing Happiness                           | önmaga              |                     |
| 2010 | Rocktábor 2. – A záróbuli                                   | Camp Rock 2: The Final Jam                                  | Jason Gray          | Ifj. Morassi László |
| 2009 |                                                             | Beyond All Boundaries                                       | Mike Mervosh (hang) |                     |
| 2009 | Éjszaka a múzeumban 2.                                      | Night at the Museum: Battle of the Smithsonian              | Cherub (hang)       | Eredeti hang        |
| 2009 | Jonas Brothers: A 3D koncertélmény!                         | Jonas Brothers: The 3D Concert Experience                   | önmaga              |                     |
| 2008 | Rocktábor                                                   | Camp Rock                                                   | Jason Gray          | Ifj. Morassi László |
| 2008 | Hannah Montana – Miley Cyrus: Mindenből a legjobbat koncert | Hannah Montana and Miley Cyrus: Best of Both Worlds Concert | önmaga              |                     |

### Televíziós szerepek
| Év        | Magyar cím             | Eredeti cím                       | Szerep            | Megjegyzések                          |
| --------- | ---------------------- | --------------------------------- | ----------------- | ------------------------------------- |
| 2021      |                        | Saturday Night Live               | önmaga            | 1 epizód                              |
| 2020      | Dash és Lily           | Dash & Lily                       | önmaga            | 1 epizód                              |
| 2020      |                        | The Voice                         | önmaga            | mentor                                |
| 2019      |                        | Songland                          | önmaga            | 1 epizód                              |
| 2015      |                        | The Apprentice                    | önmaga            | 8 epizód                              |
| 2014      |                        | The Real Housewives of New Jersey | önmaga            | 1 epizód                              |
| 2012–2013 |                        | Married to Jonas                  | önmaga            | főszereplő                            |
| 2010      |                        | When I Was 17                     | önmaga            | 1 epizód                              |
| 2010      | Jonasék Los Angelesben | Jonas L.A                         | Kevin Percy Lucas | főszereplő magyar hangja Kékesi Gábor |
| 2009      | Jonas                  | Jonas                             | Kevin Percy Lucas | főszereplő magyar hangja Kékesi Gábor |
| 2008      |                        | Disney Channel Games              | önmaga            | 5 epizód                              |
| 2008–2010 |                        | Jonas Brothers: Living the Dream  | önmaga            | főszereplő                            |
| 2007      | Hannah Montana         | Hannah Montana                    | önmaga            | 1 epizód                              |

## Díjak, jelölések
- 2010 - Arany Málna díj - a legrosszabb színész (Jonas Brothers - A koncert 3D)
- 2010 - Arany Málna-jelölés - a legrosszabb páros (Jonas Brothers - A koncert 3D)